# Мітла (місто)
Мітла є другою за значимістю археологічною пам'яткою у штаті Оахака в Мексиці та найважливішою культурою сапотеків. Ділянка розташована за 44 км від міста Оахака, у верхній частині долини Тлаколула, однієї з трьох холодних високих долин, які утворюють регіон Центральних долин штату. На висоті 4855 футів (1480 м), оточений горами Сьєрра-Мадре-дель-Сур, археологічний об'єкт розташований у межах сучасного муніципалітету Сан-Пабло Вілья-де-Мітла. Це за 24 миль (38 км) на південний схід від міста Оахака. У той час як Монте-Албан був найважливішим політичним центром сапотеків, Мітла стала головним релігійним центром у пізніший період, коли в цій області домінували міштеки.
Назва Мітла походить від назви науатль Mictlán, що означає «місце мертвих» або «підземний світ». Його сапотекська назва Lyobaa, що означає «місце відпочинку». Назва Mictlán було транслітеровано на Mitla. Воно було засноване сапотеками як священне місце поховання, але архітектура та проекти також демонструють вплив міштеків, які стали видатними в цьому районі під час піку поселення Мітла.
Мітла є унікальною серед місць Мезоамерики завдяки своєму складному мозаїчному різьбленні та геометричним орнаментам, які покривають гробниці, панелі, фризи та навіть цілі стіни комплексу. Ці мозаїки виготовлені з невеликих, тонко нарізаних і відполірованих шматочків каменю, які були з'єднані без використання розчину. Жодне інше місце в Мексиці не має такого декоративного витвору.

## Історія місця
Мітла є одним із багатьох добре збережених археологічних об'єктів у долині Оахака, де холодний і сухий клімат зберіг пам'ятки віком 10 000 років. Цю долину заселили сапотеки до початку першого тисячоліття, які протягом століть розвинули ієрархічне суспільство, кероване елітами. Хоча долина була відносно ізольованою, сапотеки мали контакти з іншими народами Мезоамерики. Це було продемонстровано культурними, гончарними та іншими впливами, які текли туди-сюди між іншими народами.
До того часу, як іспанці прибули в 16 столітті, міштеки мігрували в цей регіон. У змішаній державі сапотеків проживало понад 500 тис. осіб. Вони розробили та використовували складну техніку будівництва, систему писемності, дві системи календаря та складні системи землеробства. Їхніми основними культурами були кукурудза, квасоля, кабачки та перець чилі. Вони залежали від побудованих ними іригаційних систем і використання терас на гірських схилах для вирощування їжі для переважно міського населення.
Мітла була заселена принаймні з класичного періоду (100—650 рр. н. е.) і, можливо, з 900 р. до н. е. Він починався як укріплене селище на зовнішньому краю долини, а пізніше став головним релігійним центром сапотеків. Міштеки взяли під свій контроль територію близько 1000 року нашої ери, хоча територія залишалася населеною багатьма сапотеками. Місто досягло свого розквіту та найбільшого розміру між 750 і 1521 роками, із впливом як сапотеків, так і міштеків в його архітектурі протягом цього часу.
Мітла є одним із доколумбових місць, які виражають мезоамериканське переконання, що смерть була найбільш важливою частиною життя після народження. Воно було побудоване як брама між світом живих і світом мертвих. Вважалося, що дворянам, похованим у Мітлі, судилося стати «хмарними людьми», які заступатимуться від імені населення внизу.
Мітла все ще була зайнята та функціонувала як головний релігійний центр, коли іспанські дослідники та військові експедиції прибули в 1520-х роках і пізніше. Верховний жрець, який називався Уїха-тао, проживав у Мітлі. У той час міський центр займав площу від 1 до 2 квадратні кілометри (0,39 до 0,77 миля2) з приміськими районами навколо нього. У сільській місцевості інтенсивне сільське господарство велося на площі понад 20 квадратних кілометрів (7,7 миля2), щоб годувати місто.
У ранній колоніальний період деякі описи цього місця були написані іспанськими загарбниками та місіонерами, які першими прибули в долину. Брат Торібіо де Бенавенте Мотоліна писав про місто в середині 16 століття і був одним із перших, хто це зробив. Він сказав, що його назва означає «пекло», його інтерпретація підземного світу. Іншим раннім автором був Дієго Гарсіа де Паласіо, іспанський морський інженер, який працював у Мексиці та Гватемалі, чия розповідь датована 1576 роком.
У 1553 році архієпископ Оахаки Альбукерке наказав знищити ділянку Мітлан. Оскільки це місце тривалий час мало велике політичне та релігійне значення для регіону, він хотів усунути його владу. Сили під керівництвом Іспанії атакували будівлі, розібравши та розграбувавши їх, не врятувавши лише кілька будівель. Пізніше іспанське духовенство жило в деяких кімнатах священного місця, щоб витіснити сапотеків, які були там раніше.
Кам'яні блоки та залишки використовувалися як будівельні матеріали для іспанських церков, у тому числі церкви Сан-Пабло, яка була побудована на руїнах. Північний бік собору Оахаки включає в себе елементи дизайну з Мітли, щоб символізувати, що стара культура була замінена новим релігійним порядком.
У штаті Оахака Мітла займає друге місце за значенням як археологічний об'єкт після Монте-Альбан, центрального міста. На початку 20 століття уряд Порфіріо Діаса обрав Мітлу як один із символів доіспанської Мексики для святкування сторіччя незалежності Мексики. Альфонсо Касо, археолог, який розкопував Монте-Альбан у 1931 році, також працював у Мітлі в 1920-х і 1930-х роках.
Із 1980-х років Мітла була місцем подальших розкопок, з важливою роботою, проведеною на Північній групі. Колоніальну церкву розкопали приблизно на початку 21 століття. До святкування двохсотріччя Мексики в 2010 році INAH посилює зусилля щодо збереження стародавніх руїн.
У 2023 році Асоціація археологічних досліджень та розвідки опублікувала огляд попередніх років досліджень на місці, де вивчаються підземні аспекти місця.

## Опис місця
Замість того, щоб бути групою пірамід на хребті, як Монте-Альбан, Мітла є групою споруд, побудованих на дні долини. Ці долини розташовані на високих висотах у горах; їхня висота перевищує 4500 футів. Місце не має далеких і широких краєвидів Монте Альбан. Архітектура характеризується більше як комфорт мешканців, ніж пишність. Будівництво Мітли як церемоніального центру почалося в 850 році нашої ери. Місто було повністю розбудоване, коли в середині 16 століття прибули іспанці та жорстоко знищили його через релігійне завзяття.
Найстаріша група будівель датована періодом між 450 і 700 рр. н. е. і демонструє архітектурні особливості, подібні до тих, що були знайдені на ранішому Монте-Альбані. Мітла є одним із небагатьох сайтів, які були розпочаті в класичний період, коли міштеки стали домінуючими в цьому регіоні. Місце являє найбільш розвинену архітектуру сапотеків; це продукт синкретизму дизайнерських особливостей міштеків і сапотеків, який досяг свого розквіту в 1200 році. Інший синкретизм пізніше був виражений католицькими церквами, які використовували особливості дизайну сапотеків, коли вони надбудовували фундамент, руйнуючи місцеві храми в цій місцевості, такі як церква Сан-Педро, розташована в Північній групі, і каплиця Кальваріо, розташована в групі Adobe.
Будівництво кам'яних стін, здається, мало подібні методи для всіх груп: ядро з глини та каменю, покрите штукатуркою або добре вирізаним трахітовим каменем. Деякі великі камені, наприклад ті, що використовуються як колони та перемички, важать до 18 тонн. Будівництво на місці, а також видобування та транспортування таких матеріалів вимагали складної координації великих груп працівників.
Сьогодні це місце археологічних розкопок складається з п'яти груп будівель, більшу частину яких оточує огорожа з кактусів. Ці п'ять груп називаються Південь, Adobe, Арройо, Колони або Палац і Церква або Північна група. Усі будівлі груп розташовані за сторонами світу. Південна група та група Adobe були класифіковані як церемоніальні центри з центральними площами, оточеними курганами. Групи півдня, колон і церкви були класифіковані як палаци з кімнатами, що оточують квадратні внутрішні дворики. Дві найкраще збережені групи — це група колон і група церкви, обидві в північній частині ділянки.
Група колон і церква були повністю розкопані та відреставровані на початку 1980-х років і відкриті для відвідування. Обидва складаються з прямокутних дворів, оточених одноповерховими прямокутними будівлями, з довгими вузькими кімнатами.

### Церковна група

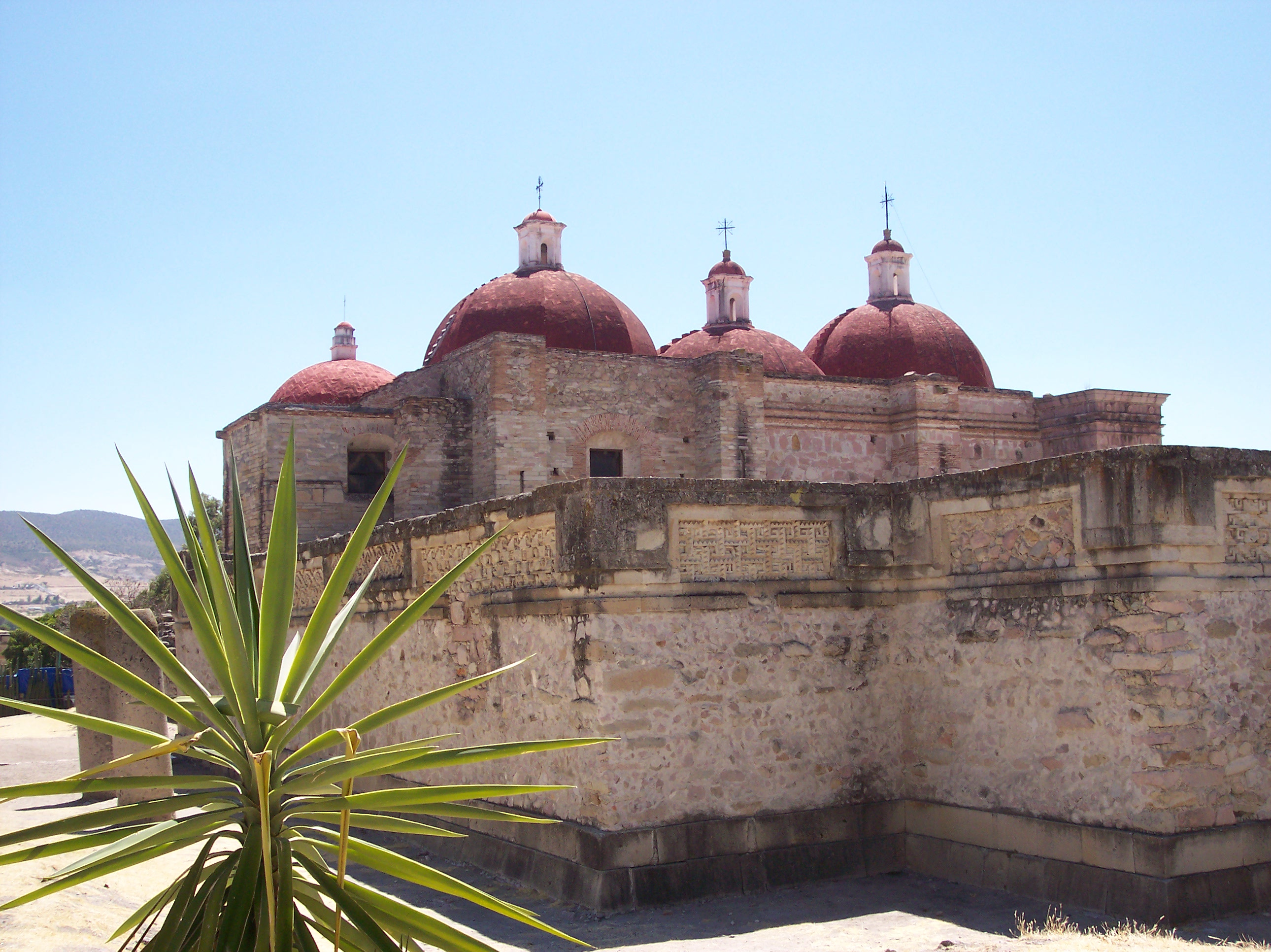
Церква Сан-Пабло

Вхід на ділянку розташований біля церкви або північної групи. У 16 столітті іспанці побудували тут церкву Сан-Пабло. Вона була побудована на вершині великої доіспанської платформи, яка зараз слугує церковним атріумом. Сапотеки вважали, що володар і леді підземного світу живуть у цій групі споруд. Іспанці у свою чергу побудували тут свою церкву, щоб підкреслити свою могутність і не дати «дияволу» втекти.
Група також містить головний храм сапотеків, який називається йохопае, що перекладається як «дім життєвої сили». Цей храм виходить на великий внутрішній двір. Портал храму фланкований двома великими колонами, які ведуть у передпокій. Цей передпокій колись мав дах, підтримуваний шістьма колонами, але залишилися лише колони та стіни. За передпокоєм розташована головна кімната, де священики кадили, приносили жертви та здійснювали інші обряди. Позаду головної кімнати розташовані житлові приміщення сапотекських священників. Стіни цієї будівлі вкриті складною мозаїчним різьбленням та фресками із зображенням міфологічних сцен і персонажів.
Під деякими будівлями є кам'яні гробниці у хрещатій формі або хреста. До них можна піднятися сходами, які спускаються з патіо. Всередині вони прикрашені мозаїкою. Одна з гробниць має вхід, розділений товстою колоною. Ця колона в народі відома як «Columna de la Vida» (Колона життя). Згідно з легендою, якщо людина обхоплює колону руками, простір, що залишився між руками, вказує на кількість життя, яке залишилося у людини.

### Група колон

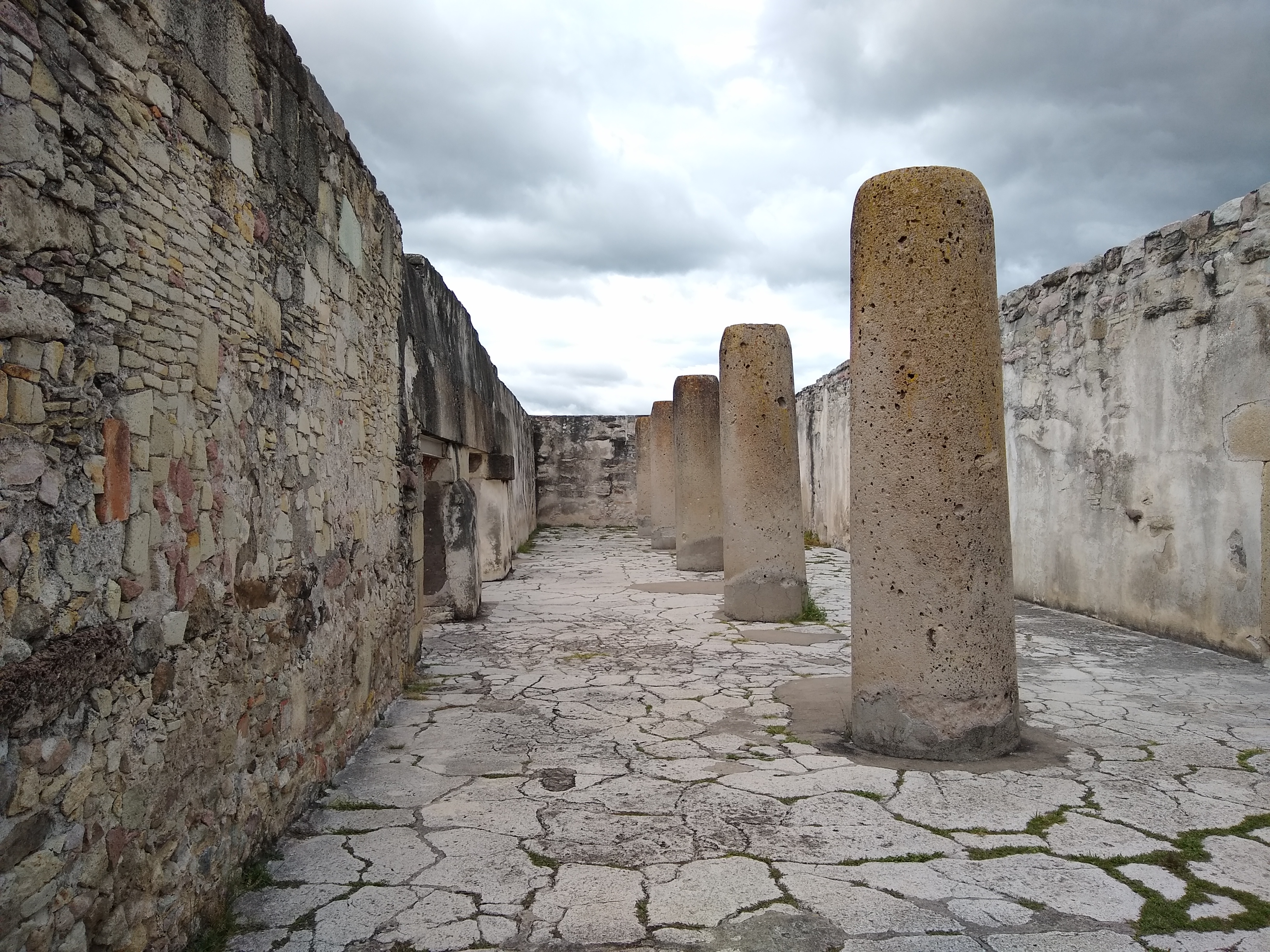
Палацова колонна кімната

На південь від церковної групи розташована колонна група, головна будівля якої називається палацом. Ця група має два входи назовні, які виходять на південь. Вхідна кімната містить величезні колони, які підтримують дах. Північна стіна має невеликий отвір, що виходить на внутрішній дворик, який, як вважають, використовувався для переходу в загробне життя.
Головна будівля називається Палац або Велика колонна зала. Він має розміри 120 на 21 фут (36,6 на 6,4 м) і має шість колон із вулканічного каменю, які колись підтримували дах. Пройшовши через невеликий коридор, ви отримуєте доступ до внутрішнього двору, який вигадливо прикрашений мозаїчним різьбленням та геометричними орнаментами. Північна та східна будівлі групи мають складні гробниці, де були поховані верховні жерці та правителі сапотеків. Перед сходами північного корпусу розташована хрестоподібна гробниця з передпокоєм. На стелі — великі кам'яні балки, а стіни прикрашені табличками та кам'яним різьбленням. Для східної будівлі характерна монолітна кам'яна колона, яка підтримує дах.

### Фризи

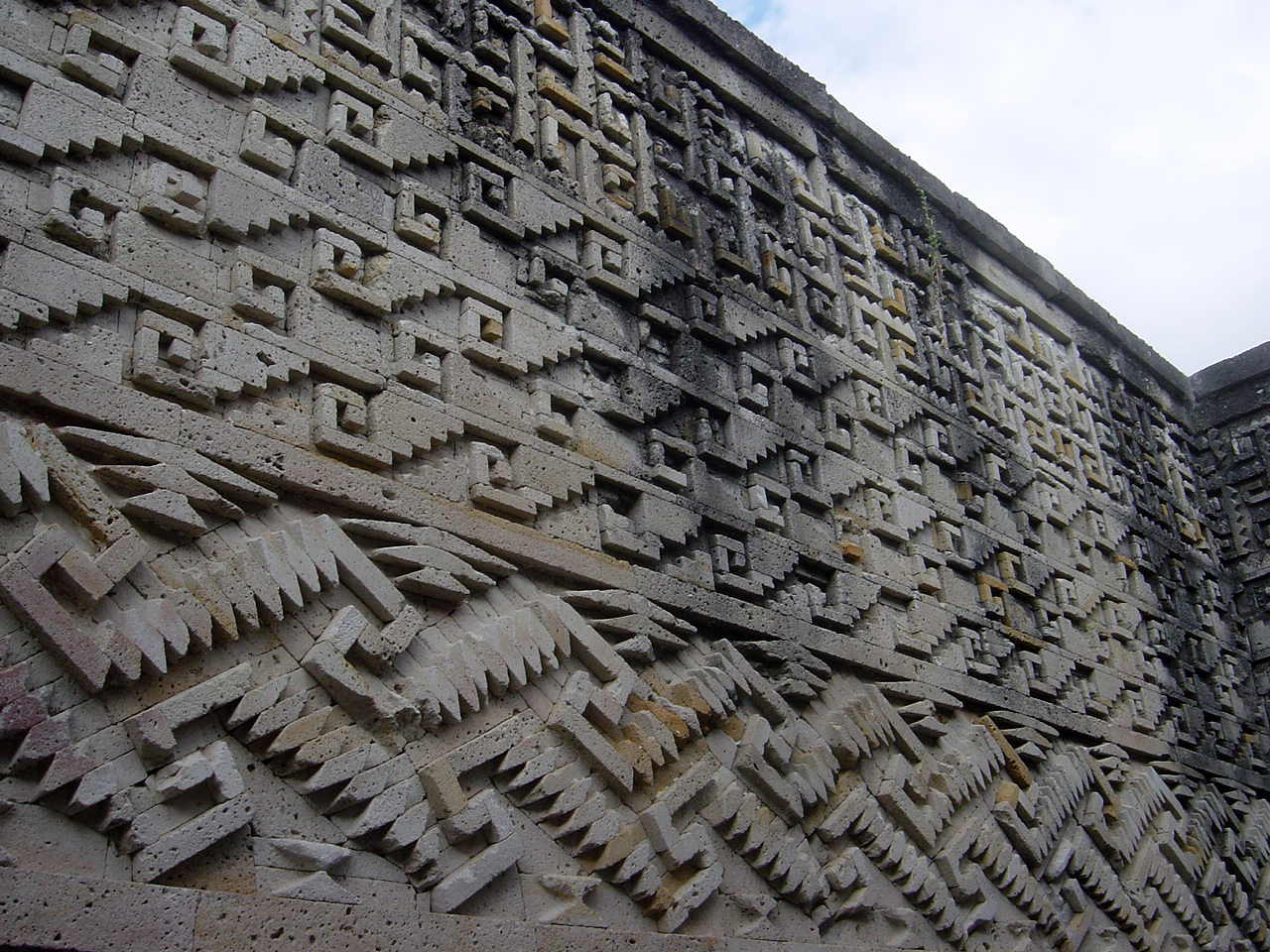
Частина різьблення крупним планом

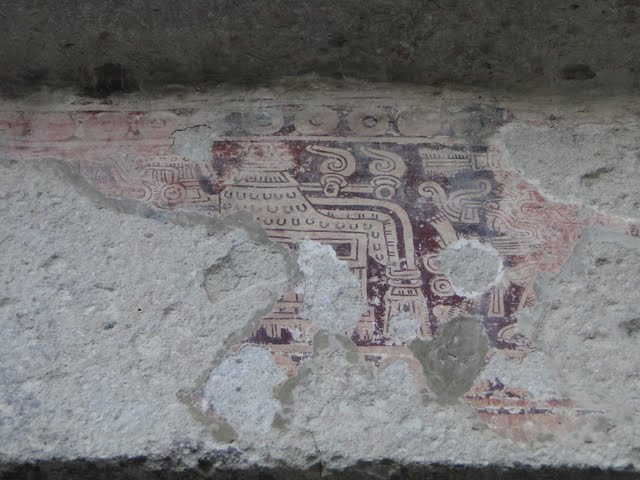
Стародавні фрески в Мітлі

Головною відмінною рисою Мітли є складне мозаїчне різьблення та геометричні візерунки, які щедро прикрашають стіни як церкви, так і колон. Геометричні візерунки, які іспанською називаються grecas, зроблені з тисяч оброблених, полірованих каменів, з'єднаних без розчину. Фрагменти були встановлені на тлі ліпнини, пофарбованого в червоний колір. Камені утримуються на місці вагою каменів, які їх оточують. Стіни, фризи і гробниці прикрашені мозаїчним різьбленням. У деяких випадках, наприклад у перемичках, ці кам'яні «плитки» вкладаються безпосередньо в кам'яну балку. Витончена мозаїка вважається різновидом дизайну «бароко», оскільки дизайни є складними та заплутаними, а в деяких випадках покривають цілі стіни. Жоден із малюнків різьблення ніде в комплексі не повторюється. Різьблення тут унікальне в усій Месоамериці.

## Консервація ділянки
Двома основними проблемами для місця Мітла є руйнівний вплив вітру, дощу тощо та графіті. Останнє, яке здебільшого малюють або гравіюють відвідувачі, є серйозною проблемою принаймні з початку 20 століття. Щоб захистити руїни, особливо grecas, над низкою приміщень палацу або колонної групи були споруджені укриття. Ці притулки являють собою пальмові дахи, які тримаються на дерев'яних балках і колонах. Вони мають нагадувати дахи, які були поширені в Мезоамериканський період. Проекти реконструкції, які заплановані або виконуються, включають відбудову стіни 17-го століття кімнати, яка використовувалася як резиденція священників у Церковній групі, укладання ліпнини в Групі колон, ущільнення платформ і фортифікаційних стін, а також озеленення та реставрацію колоніальної ери резервуару для збору дощової води. Останній був єдиним у своєму роді, побудованим у долині в колоніальний період.
Мітла є одним із місць, які будуть включені до запланованої програми під назвою Археологічний коридор долини Оахака (Corredor Arqueológico del Valle de Oaxaca). Цілі уряду — зберегти та відновити руїни, а також зробити місце більш доступним для відвідувачів. Крім того, такі археологи, як Неллі Роблес, підтримали спроби отримати визнання цього місця, особливо як об'єкта Світової спадщини ЮНЕСКО, через його важливість. Він уже включений до списку національної спадщини Мексики під назвою List Indicativa del Patromonio Nacional. Руїни Мітли вказані разом із деревом Туле в регіоні та прилеглими печерами, які мають стародавні малюнки та демонструють докази проживання людини протягом 8000 років.

## Туризм
Мітла є другою за відвідуваністю археологічною пам'яткою в штаті Оахака після Монте-Альбан. Місце Мітла є дуже важливим для сучасного міста Сан-Пабло Вілья-де-Мітла, оскільки діяльність, пов'язана з туризмом, підтримує більшу частину економіки. Багато мешканців вважають, що уряд недостатньо рекламує ані місце, ані місто. Влада, яка адмініструє місце, каже, що туризм зростає. Більшість відвідувачів — це мексиканці, які приїжджають у вихідні зі штатів Веракрус і Пуебла. Іноземні гості переважно європейці. В середньому місце відвідують 500 людей на день.